# Musimon

Musimon rampante.

El musimon, tityrus o tytron es una criatura mitológica utilizada en la heráldica europea medieval. El musimon era usado para simbolizar la autoridad que dirige la fuerza.
Esta criatura es descrita como una cruce entre cabra y carnero. Posee las patas y el cuerpo de la cabra y la cabeza del carnero. Tiene cuatro cuernos, dos de cada especie: dos curvos doblados en espiral y dos rectos acabados en punta.

La palabra "musimon" también hace referencia al animal real conocido como «muflón» (Ovis orientalis musimon), un gran artiodáctilo de la subfamilia Caprinae al que se puede encontrar en muchas partes de Europa.